# Westpark (Dortmund)
Der Westpark ist eine Grünanlage in der westlichen Innenstadt von Dortmund.

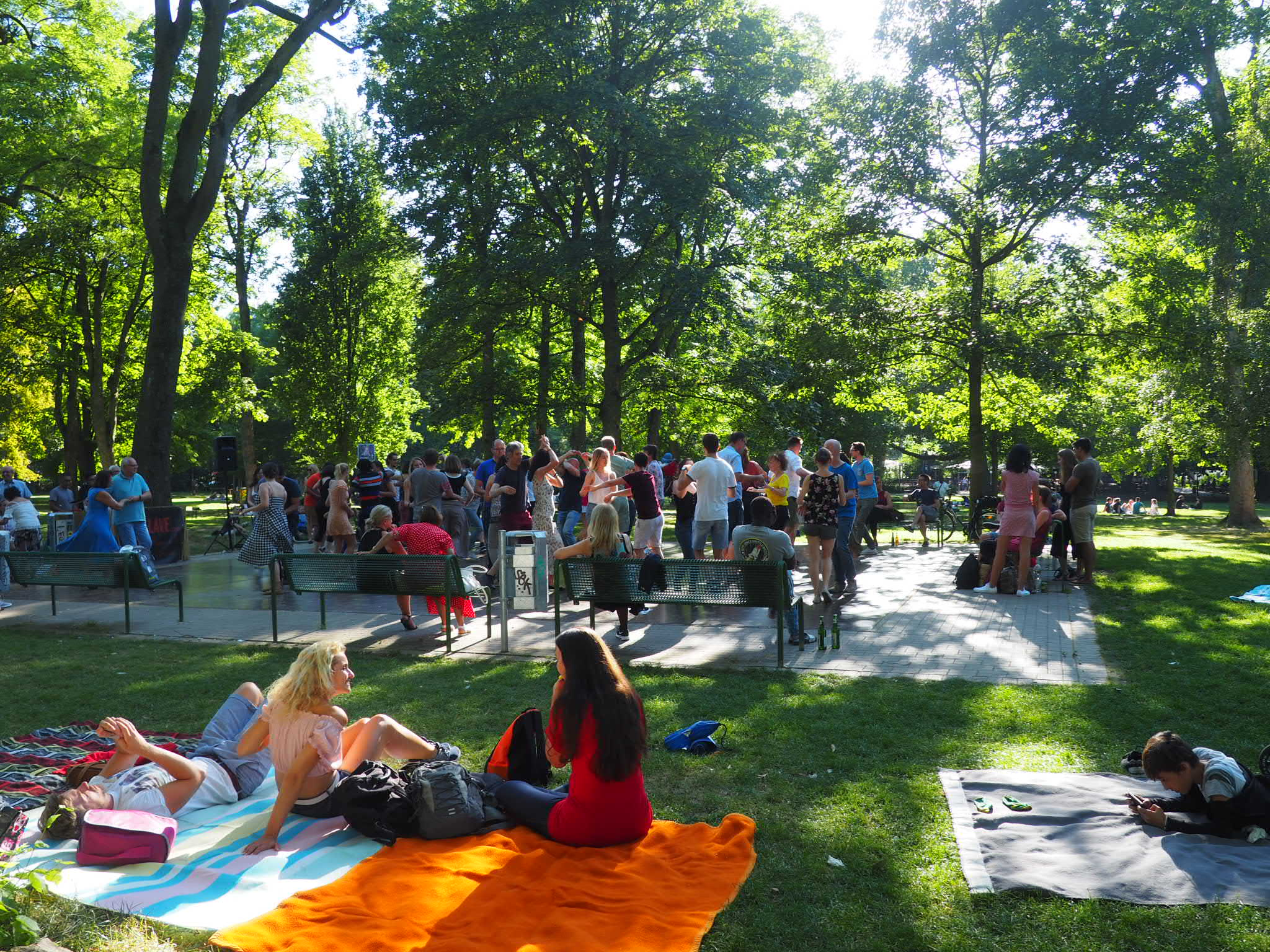
Der Westpark in Dortmund

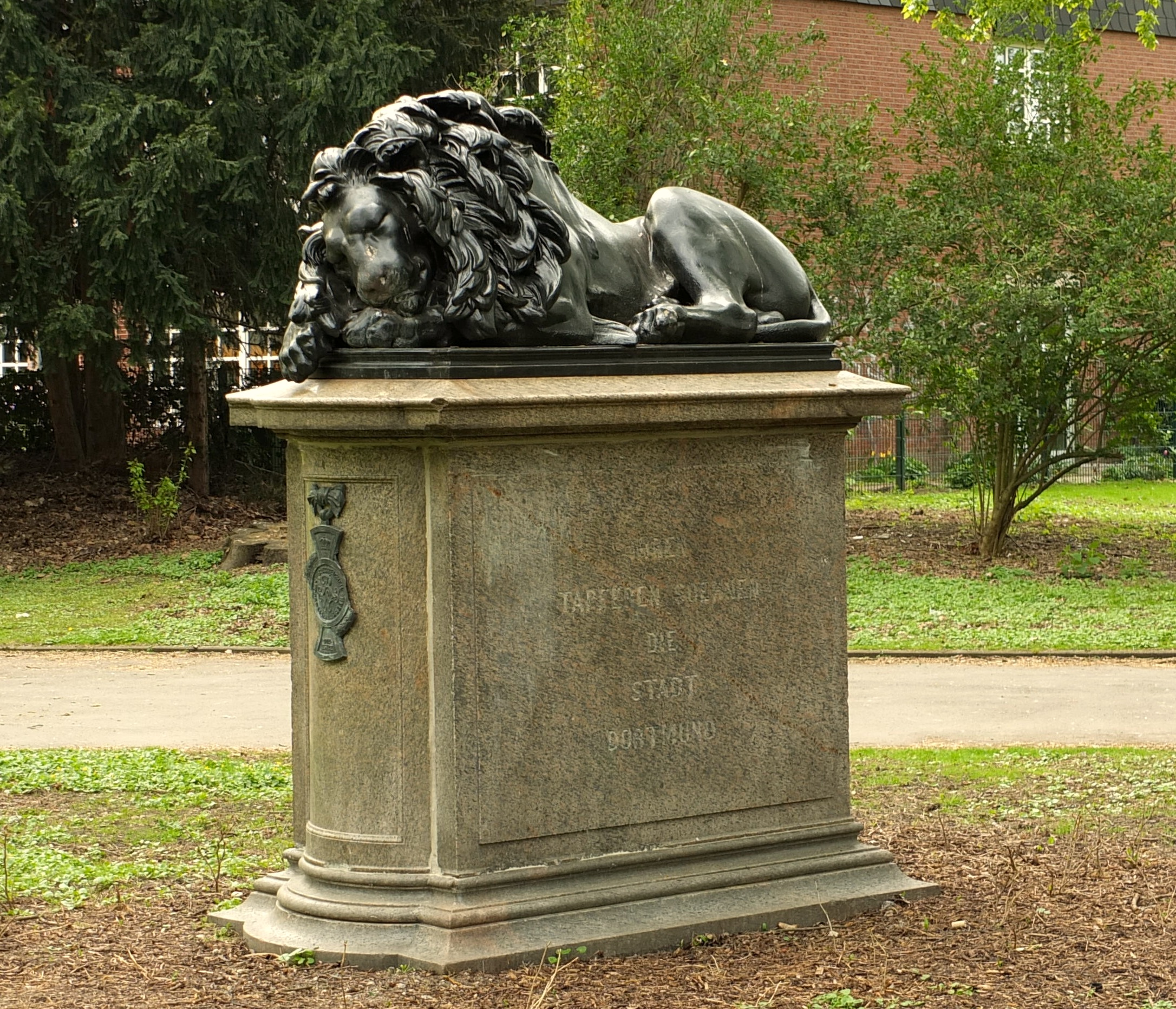
Das Löwendenkmal im Westpark

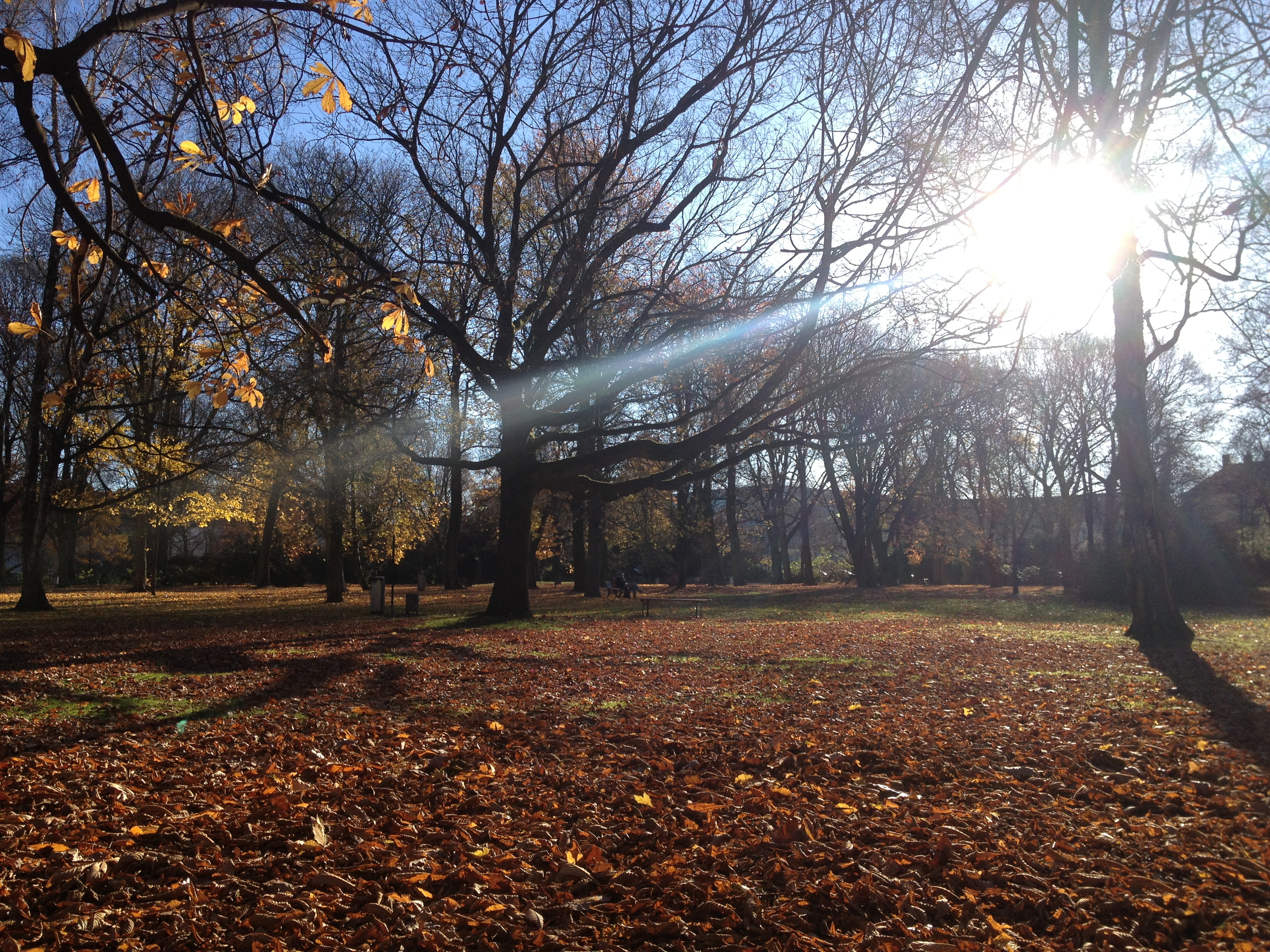
Westpark mit altem Baumbestand

## Westentotenhof
Der Westpark wurde 1811 als Westentotenhof (Friedhof außerhalb der Stadtmauern) eingerichtet. 1912 wurde er nach Gründung des weit außerhalb gelegenen Hauptfriedhofes als Friedhof aufgehoben und in einen Park umgewandelt. Die alten Grabsteine sind heute zum Teil noch vorhanden und zeigen die verwitternden Namen vieler bekannter Dortmunder Familien.

## Park
Im Sommer wird der Westpark gerne für Grillabende und ausgiebige Feten genutzt und gilt als Treffpunkt für Studierende, Musiker und Medienleute. Er liegt in der Nähe des Kreuzviertels, des Unionviertels und des Althoffblocks und zieht hier vornehmlich ein junges, alternatives Publikum an.
Am nördlichen Parkeingang steht das ursprünglich vor dem Bahnhof der Köln-Mindener Eisenbahn gelegene Kriegerdenkmal. Das Denkmal geht auf Entwürfe von Karl Friedrich Schinkel für das Grabmal von Gerhard von Scharnhorst zurück. Es erinnert an die Dortmunder Soldaten, die 1866 in der Schlacht bei Königgrätz gefallen waren. Der Grundriss zeigt die Form eines Sarkophages. Das Podest trägt einen schlafenden Löwen als Sinnbild für die schlafende Kraft des Vaterlandes. Auf der Breitseite werden die Namen der Gefallenen genannt. Im Park gibt es ein weiteres Ehrenmal für sechs Opfer der französischen Ruhrbesetzung. Am Hauptweg parallel zur Möllerstraße befindet sich das Grab des 1853 verstorbenen Berghauptmanns und Direktors des Oberbergamtes in Dortmund, Alexander von Mielecki, der aus dem Kreis Bomst in der preußischen Provinz Posen stammte.
Der Westpark mit Baumbestand, das Kriegerdenkmal Schlafender Löwe, das Gefallenen-Ehrenmal von 1931 sowie 16 Grabdenkmäler sind als Baudenkmal in die Denkmalliste der Stadt Dortmund eingetragen. Der Entwurf für das Kriegerdenkmal stammt von dem Bildhauer Melchior Anton Zurstraßen von 1869.
Unter Teilen des Westparks befinden sich die Großstollenanlage Dortmund, Dortmunds größtem Luftschutzbunker, der in der Endphase des Zweiten Weltkrieges angelegt wurde.
Am nordöstlichen Eingang erinnert seit 2016 eine Erinnerungsstätte an einen jüdischen Friedhof, der dort von 1815 bis zur Zerstörung während der Zeit des Nationalsozialismus existiert hatte.

## Kunst im Westpark
Im Park sind verschiedene Mosaik-Kunstwerke der Künstlerin Janine Despaigne aufgestellt, unter anderem eine große Bank.

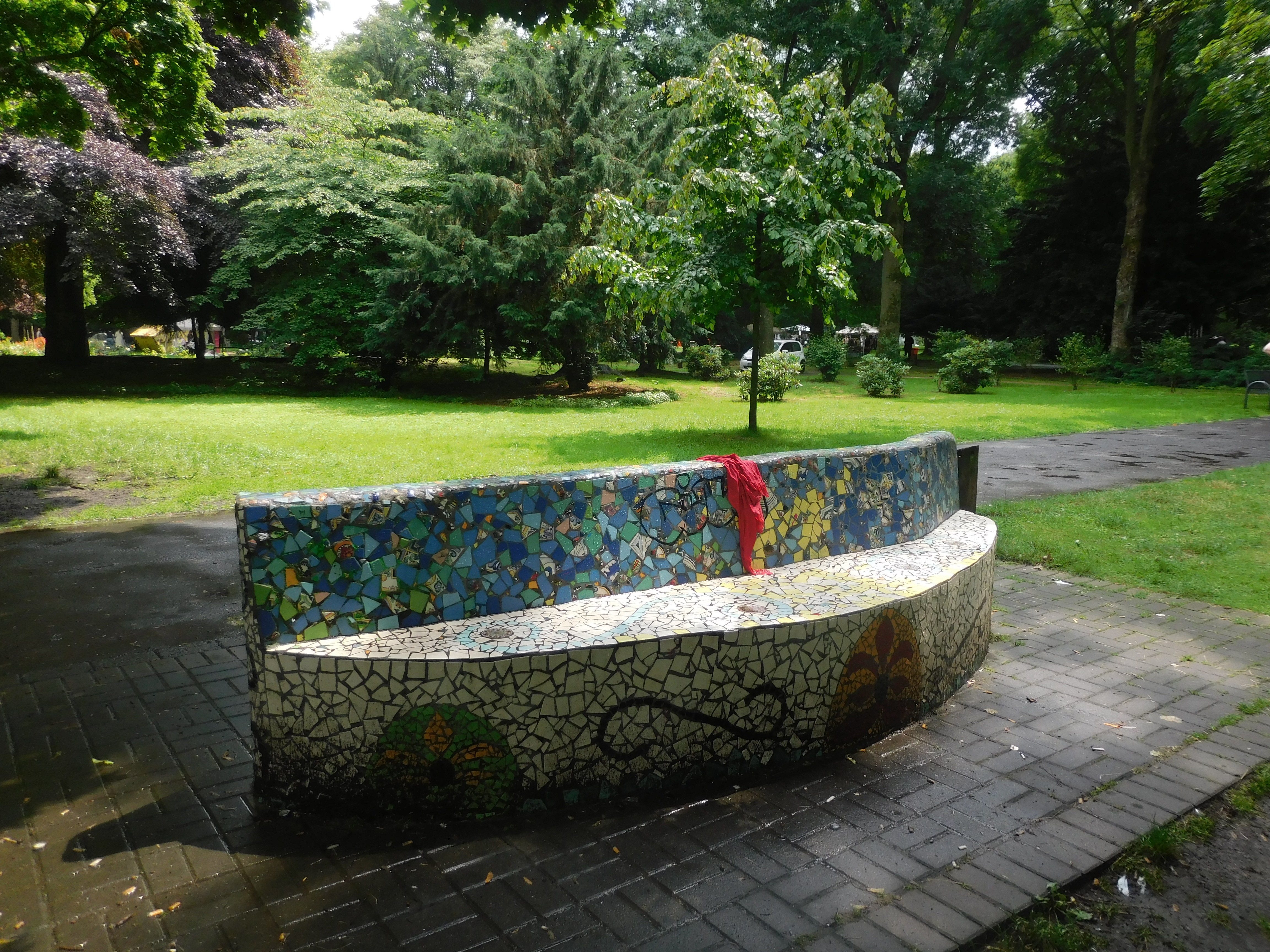
Kunstobjekt Bank im Westpark

## Besonderheiten
- Biergarten Café Erdmann[5]
- Bouleplätze
- Finnenbahn
- BierCafé West
- Spielplätze
- Tanzfläche
- öffentliche Toilette
- eingezäunter Hundeauslaufplatz des Tierschutzvereins Groß-Dortmund e.V.[6]